# Tovarkovo
Tovarkovo (in russo Товарково?) è un insediamento di tipo urbano della Russia europea situato nel distretto Dzeržinskij dell'oblast' di Kaluga.
Si trova alla confluenza del fiume Šanja nell'Ugra (bacino della Oka).